# Microfonado
Microfonado é o quarto álbum de estúdio do cantor e compositor Vitor Kley, lançado no dia 12 de setembro de 2019 pela Midas Music.

## Antecedentes e recepção
Para Microfonado, Rick Bonadio, proprietário da Midas Music, propôs uma composição de "acústico absoluto". Foi retirado do estúdio objetos como amplificadores, alto-falantes, caixas de retorno e fones de ouvido, mantendo apenas instrumentos como violões, bateria, piano e baixo acústico, e os únicos cabos são dos microfones que captam o som destes, sendo esta a origem do nome do álbum.
Uma reforma no estúdio principal do Midas foi necessária. Na plateia do estúdio, Vitor recebeu Samuel Rosa, vocalista da banda Skank, o duo Anavitória, Luiza Possi, Mari Nolasco e Pedro Calais, vocalista do Lagum.
As canções foram gravadas em uma única tomada, preservando "a pureza da visita à criação". Não houve novas tomadas para a correção de eventuais erros, nem recursos tecnológicos como auto-tune, que corrige falhas vocais. Antes de cada tomada, o artista narra como a canção foi criada, seus sentimentos e sua inspiração. Para a edição do vídeo, que faz parte do projeto, foram feitas novas tomadas para captação de diferentes ângulos, sendo essa a única exceção.
| “ | A pessoa tem que sentir como se estivesse quando o artista pega o violão, faz uma sequência de acordes, monta um riff, monta outro, cria a melodia da música. No 'Microfonado' as pessoas sentem esse momento mágico, que ninguém capta. As músicas ganham uma nova vida. Quem gosta de som vai pirar. —Rick Bonadio | ” |

No dia 28 de agosto, Vitor Kley anunciou em seu Instagram o lançamento de "A Tal Canção Pra Lua" para o dia 5 de setembro de 2019, sendo este o single principal do álbum. O álbum completo foi lançado no dia 12. Henry Zats revisou o álbum ao Nação da Música, concluindo que "Microfonado é um bom álbum. As releituras que estão presentes nele são ótimas, algumas até melhores do que a original e as inéditas são muito boas também, contando com parcerias que encaixaram perfeitamente." Deu uma nota de 3.5 estrelas de 5.

## Lista de faixas
| Lista de faixas adaptadas do Apple Music. |                                                                       |         |  |
| N.º                                       | Título                                                                | Duração |  |
| 1.                                        | "Conversa: Vitor Kley Fala Sobre Morena"                              | 0:47    |  |
| 2.                                        | "Morena"                                                              | 3:15    |  |
| 3.                                        | "Conversa: Vitor Kley Fala Sobre Adrenalizou"                         | 0:41    |  |
| 4.                                        | "Adrenalizou"                                                         | 3:04    |  |
| 5.                                        | "Conversa: Vitor Kley e Samuel Rosa Falam Sobre a Tal Canção Pra Lua" | 1:33    |  |
| 6.                                        | "A Tal Canção Pra Lua" (com a participação de Samuel Rosa)            | 3:28    |  |
| 7.                                        | "Conversa: Vitor Kley Fala Sobre Como Se Fosse Ontem"                 | 0:38    |  |
| 8.                                        | "Como Se Fosse Ontem"                                                 | 2:59    |  |
| 9.                                        | "Conversa: Vitor Kley Fala Sobre Marambaia"                           | 0:20    |  |
| 10.                                       | "Marambaia"                                                           | 2:41    |  |
| 11.                                       | "Conversa: Vitor Kley Fala Sobre Mundo Paralelo"                      | 0:39    |  |
| 12.                                       | "Mundo Paralelo"                                                      | 3:19    |  |
| 13.                                       | "Conversa: Vitor Kley e Pedro Calais Falam Sobre Detesto Despedidas"  | 1:20    |  |
| 14.                                       | "Detesto Despedidas" (com a participação de Lagum)                    | 3:45    |  |
| 15.                                       | "Conversa: Vitor Kley Fala Sobre o Sol"                               | 0:28    |  |
| 16.                                       | "O Sol"                                                               | 2:51    |  |
| Duração total:                            | Duração total:                                                        | 32:01   |  |